# Бренес, Нери
Нери Антонио Бренес Карденас (исп. Nery Antonio Brenes Cárdenas; род. 25 сентября 1985; Лимон, Коста-Рика) — коста-риканский спринтер. Специализируется в беге на 400 метров. На Олимпийских играх 2008 года смог дойти до полуфинала. Победитель Панамериканских игр 2011 года. Чемпион мира 2012 года в помещении с результатом 45,11.